# Anabarhynchus ruficornis
Anabarhynchus ruficornis är en tvåvingeart som beskrevs av Macquart 1850. Anabarhynchus ruficornis ingår i släktet Anabarhynchus och familjen stilettflugor. Inga underarter finns listade i Catalogue of Life.